# Мобільні теплові акумулятори
Мобільні теплові акумулятори (M-TES) — використовуються  для накопичення та транспортування теплової енергії, що надійно забезпечує опаленням та гарячим водопостачанням об'єкти критичної інфраструктури та окремі об'єкти  комунальних, промислових і приватних споживачів у випадках відсутності централізованого теплопостачання або при ліквідації наслідків  аварій, катастроф та бойових дій.

## Призначення мобільних акумуляторів теплової енергії
Мобільні акумулятори тепла (англійською мовою: Mobile thermal energy storage, скорочено: M-TES) забезпечують теплом різні види споживачів: від житлових та офісних, службових і громадських будівель до промислових споживачів. Отримане таким чином тепло може бути використано для опалення та гарячого водопостачання або для систем охолодження та кондиціювання повітря, в теплових промислових технологічних процесах та генерації електричної енергії тощо.
У багатьох випадках мобільні акумулятори теплової енергії можна розглядати як альтернативу традиційним рішенням в області теплопостачання (використання традиційних теплотрас або окремих котелень).
Наразі M-TES в основному використовуються тоді, коли будівництво тепломережі не рентабельне або технічно неможливе. Крім того, якщо тепло подається через нерегулярні проміжки часу, будівництво теплового трубопроводу може бути невиправданим. Великі перспективи має використання M-TES для постачання теплоти між різними джерелами, а саме від джерел з низькою вартістю енергії до джерел з вищою собівартістю енергії. При цьому додатково збільшується ризикозахищеність і живучість загальної системи опалення, а також покращується екологічний стан навколишнього середовища.
Мобільні теплові акумулятори мають великий потенціал. Актуальним є використання технології M-TES як додаткового або аварійного джерела теплової енергії при надзвичайних ситуаціях техногенного та природного характеру. Інтеграція мобільного теплового акумулятора в систему центрального та автономного теплопостачання дозволяє передавати теплову енергію на відстані до кількох кілометрів без трубопровідного транспорту від одних джерел генерації теплоти іншим або від джерел генерації до споживача, що значно зменшує матеріальні втрати теплоносія, собівартість теплоти та підвищує економічну ефективність теплопостачання.

## Конструкція M-TES

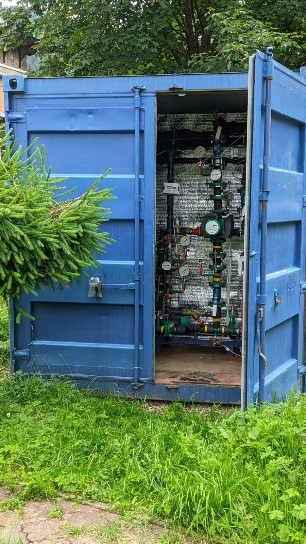
Зовнішній вигляд конструкції M-TES

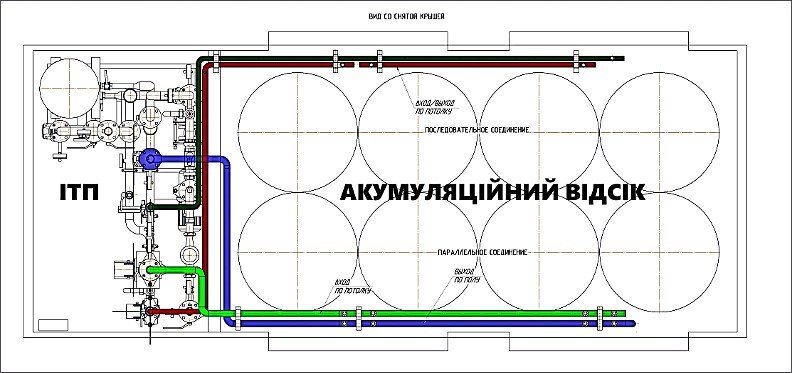
Принципова схема M-TES

Конструкція M-TES зазвичай складається з суховантажного контейнера або танк-контейнера, в якому розміщуються:
- окремі металеві теплоізольовані резервуари або баки накопичення теплової енергії прямого або непрямого нагріву, заповнені теплоакумулювальним матеріалом (ТАМ);
- індивідуальний тепловий пункт (ІТП) в складі рамки керування, оснащеною теплообмінним обладнанням та циркуляційними насосами, контрольно-вимірювальною системою для контролю роботи процесу зарядки-розрядки й температурних режимів, а крім того вузлом підключення до джерела або системи опалення споживача.

До складу M-TES входить транспортний засіб, як правило автомобільний, а в окремих випадках залізничний або навіть морський для транспортування контейнера з обладнанням від джерела теплоти до споживача і навпаки в умовах від'ємних температур зовнішнього повітря.

## Вимоги до роботи M-TES
M-TES має забезпечувати безперервну роботу протягом зміни та за необхідності робити зупинку для проведення допоміжних робіт з відновлення працездатності, в тому числі: ремонту, технічного обслуговування, усунення відмов тощо. Загальна тривалість допоміжних робіт за добовий цикл складає не більше 3 годин. Режим роботи обслуговуючого персоналу — періодичний, відповідно до плану технічного обслуговування і ремонту устаткування із середньою зайнятістю в зміну на одну людину не більше 1,5 години. При ліквідації аварій, пожеж та інших позаштатних ситуацій режим роботи виробничого та сервісного персоналу не регламентується.
Комплексні показники надійності характеризує:
- Коефіцієнт технічного використання за умови: КТВ ≥ 0,8
- Коефіцієнт готовності КГ ≥ 0,98, який визначає готовність M-TES до застосування за призначенням в довільний момент часу.

У той же самий час працездатність M-TES не виключає наявність несправності обладнання, що не перешкоджає випуску теплової енергії та не загрожує здоров'ю людей чи навколишньому середовищу.
За режимами функціонування M-TES відносяться до виробів безупинного тривалого застосування та є системою дискретного (переривчастого) опалення.

## Система дискретного опалення

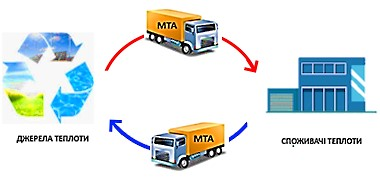
Система дискретного опалення на базі M-TES

Процес використання M-TES включає кілька етапів:
1. завантаження
2. транспортування
3. поступове розвантаження мобільних теплових акумуляторів (МТА), відповідно попиту споживача.

Відстань транспортування часто визначається економічними міркуваннями. Важливий відсоток припадає на матеріал, що акумулює тепло: прямого збереження теплоти або із фазовим переходом. Частіше застосовується їх комбінація, що уможливлює використання як прямого, так і прихованого тепла, причому прихована теплота становить, як правило, більш значний відсоток.
Для оптимального використання системи дискретного опалення повинні паралельно працювати 2 мобільних теплових акумулятори. Поки перший знаходиться у процесі завантаження на джерелі теплової енергії, другий розвантажується у споживача. Це важливо, коли M-TES використовується для подачі кількості тепла, необхідного для задоволення загального попиту споживачів. У таких випадках M-TES слугує основним (і часто єдиним) джерелом тепла. Однак також важливо використовувати M-TES як додаткове або в екстреному випадку як аварійне джерело теплової енергії, особливо в період проведення бойових дій, блекауту та надзвичайних ситуацій. Сильними сторонами системи дискретного опалення є її гнучкість та можливість застосування у будь-якій галузі діяльності, легкість застосування, швидкість та висока ефективність. Слабким є те, що запропонована нова система дискретного опалення на даний час потребує стандартизації в Україні.

## Теплоакумулювальні матеріали для систем M-TES
Вода є найпоширенішим і найдоступнішим теплоакумулювальним матеріалом (скорочено: ТАМ), але її використання обмежене температурою 50-100 °C. Однак слід зазначити, що пряме акумулювання тепла має низку обмежень, включаючи високу межу кількості тепла, яке може бути збережене на одиницю об'єму ТАМ, і температурний діапазон, у якому зберігається тепло, що акумулюється у прямому вигляді.
Для низькотемпературної теплової енергії, яка широко розповсюджена у вигляді відпрацьованого тепла, на сьогодні існує декілька перспективних напрямів досліджень накопичення та транспортування теплової енергії, таких як пряме зберігання, використання процесів оборотних хімічних реакцій, реакцій фазових переходів та хімічної адсорбції.
Для транспортування високотемпературної теплової енергії в основному застосовуються оборотні хімічні каталітичні реакції або природні каміння та керамічні матеріали.
Наступна група ТАМ — це природні та штучні парафіни й сольові гідрати. Цукрові алкалоїди та нітрати наразі  використовуються рідше через їхню високу корозійну здатність. Термохімічні матеріали для зберігання мають високий потенціал для застосування, але потребують подальших наукових і практичних досліджень.

## Історична довідка
Одним з прикладів прямого акумулювання є використання як ТАМ мазуту. Така мобільна система транспортування тепла Altovator була розроблена і випробувана ще у 1980-х роках в Німеччині. У першому пілотному проєкті відпрацьоване тепло відбиралося з печей скляного заводу, зберігалося в мазуті при температурі 320 °C і транспортувалося до лікарні, розташованої за 38 кілометрів. Ці чинники в поєднанні з обмеженнями з транспортування небезпечних вантажів обмежили подальший інтерес до використання цього методу для M-TES.

### Оцінка доцільності використання систем M-TES
Акумуляція теплової енергії включає низку різноманітних технологій, кожна з яких має свою особливу продуктивність, напрям застосування та вартість. Більшість досліджень зосереджувались на теплових характеристиках обраного сховища матеріалів та швидкості теплопередачі, включаючи оцінку методів для посилення теплообміну.
Детальний аналіз досліджень, проведених на сьогодні, і результатів комерційних рішень M-TES свідчить, що найбільш часто розглядаються методи термохімічного акумулювання тепла та акумулювання тепла з використанням матеріалів із фазовими змінами (англійською мовою: phase change materials, скорочено: РСМ).
Натурні випробування показали, що системи M-TES, засновані на прямому акумулюванні тепла, забезпечують потужність акумулювання тепла від 10 до 50 кВт·год/т і ефективність зберігання від 50 до 90%, залежно від питомої теплоти накопичувального середовища та технологій теплоізоляції. Матеріали з фазовим переходом можуть забезпечити більшу ємність зберігання та ефективність, що перевищує 75-90%. У більшості випадків зберігання базується на зміні співвідношення твердої та рідкої фаз із щільністю енергії близько 100 кВт·год/м3. Системи термохімічного зберігання можуть сягати потужності зберігання до 250 кВт·год/т з робочою температурою понад 300 °C і ефективністю від 75% до майже 100%.
Техніко-економічна доцільність залежить від потужності накопичувачів M-TES, а також від попиту споживача на теплову енергію. Вартість повної системи для прямого зберігання тепла коливається від 0,1 до 10 євро/кВт·год залежно від обсягу, напрямку застосування та технології теплоізоляції.
Фінансові витрати на реалізацію систем термохімічного зберігання та систем з фазовим переходом зазвичай значно вищі. У цих системах основні витрати пов'язані з технологіями теплопередачі і масообміну, які необхідні для досягнення достатньої потужності процесу заряджання/розряджання.
Окремо варто виділити високотемпературні системи з використанням вогнетривкої кераміки як ТАМ, які дозволяють отримувати найбільшу ємність зберігання до 1,2 МВт·год на м3. Застосування таких матеріалів дозволяє зберігати температуру до 1300 °C, що дає змогу отримувати не тільки теплову, а й електричну енергію при розрядці акумулятора.
Однак системи M-TES стикаються з деякими бар'єрами для входу на ринок. У більшості випадків головною проблемою є вартість. Системи зберігання на основі термохімічних реакцій та PCM також потребують покращення продуктивності зберігання, яка пов'язана з властивостями стабільності матеріалу.

### Огляд комерційно-доступних систем M-TES
Зазвичай розробники систем не розкривають комерційних таємниць, насамперед це стосується конструкції теплообмінного обладнання та вибору матеріалів для зберігання енергії.
Хронологічний порядок комерційно доступних систем M-TES, що досліджуються в межах експериментальних та комерційних проєктів.
| Країна              | ТАМ                                           | Потужність         | Джерело тепла | Вага               | Рівень готовності                | Посилання                                                                                              |
| ------------------- | --------------------------------------------- | ------------------ | ------------- | ------------------ | -------------------------------- | --- |
| Німеччина 2009 рік  | Тригідрат ацетату натрію, 230 кДж/кг          | 2,5 МВт·год        | ВТЕР          | 30 тонн            | Комерційний LaTherm              | https://www.cleanthinking.de/latherm-unternehmenportraet/ https://www.nedo.go.jp/content/100899763.pdf |
| Японія, 2009 рік    | Ерітритол, 340 кДж/кг                         | 2,3 МВт·год        | ВТЕР          | 24 тонни           | Комерційний Trans-heat container | http://www.iea-eces.org/ﬁles/090525_broschuere_+eces.pdf                                               |
| Німеччина, 2015 рік | Цеоліт                                        | 2,3 МВт·год        | ВТЕР          | 14 тонн            | Пілотні дослідження              | [ 5 ]                                                                                                  |
| Україна, 2020 рік   | Комбінована: Термофлюід та церезин 360 кДж/кг | 1,2 МВт·год        | ВТЕР          | 12,0 тонн          | Дослідна експлуатація МТА-0,5МВт | [ 6 ] [ 7 ]                                                                                            |
| Канада 2021 рік     | Термохімічна реакція LiBr/H2О                 | 0,4 МВт·год        | ВТЕР і ВДЕ    | 0,4 тонни          | Пілотні дослідження              | [ 1 ]                                                                                                  |
| Німеччина 2021 рік  | Вогнетривка кераміка 1,2 МВт·год на м³        | 4,0 — 60,0 МВт·год | ВТЕР          | 10,0 тонн і більше | Комерційний Kraftblock           | https://kraftblock.com/en/                                                                             |
| Польща 2022 рік     | PCM                                           | 1,9 МВт·год        | ВТЕР і ВДЕ    | 24 тонни           | Комерційний Enetech              | https://enetech.com.pl/                                                                                |

Однак тільки чотири з представлених проєктів, а саме: LaTherm і Kraftblock (Німеччина), Trans-heat container (Японія) та Enetech (Польща) пропонують сьогодні комерційне застосування M-TES.
Система M-TES ґрунтується на дослідженнях теплофізичних процесів і технологій у теплоенергетичному обладнанні та опрацьовуванні методів підвищення ефективності його роботи, надійності та екологічної безпеки.
Усі закордонні дослідження та комерційні проєкти спрямовані виключно на скорочення викидів парникових газів та утилізацію скидної теплоти промислових підприємств.

### Стан розробки систем M-TES
Технологія M-TES це перспективна технологія, яка останнім часом активно розробляється у світі та ідеально підходить для забезпечення зазначених потреб. Ці розробки стосуються вдосконалення конструкції M-TES, розробленню нових теплоакумулювальних матеріалів, підвищення ефективності теплофізичних процесів, логістики перевезень, видів транспорту, оптимізації ваги та розмірів, нормативно-технічної бази, законодавчих актів, економічних аспектів тощо.
Прогнозується, що до 2030 року кількість накопичувачів теплової енергії збільшиться втричі. Однак обсяг досліджень і реалізації проєктів у цій області свідчить про те, що зазначена технологія поки не отримала значного поширення. Ретельний аналіз дозволяє визначити сфери використання, які потребують подальшого розвитку, особливо ті, що мають найбільший потенціал для конкретного споживача або джерела теплової енергії.

## Мобільний тепловий акумулятор МТА-0,5 МВт ІТТФ НАН України
У період з 2019 року до грудня 2020 року в Інституті технічної теплофізики НАН України було створено першій в України мобільний тепловий акумулятор МТА-0,5 МВт.
Впроваджено в експлуатацію в 2023 році після проведення натурних випробувань.

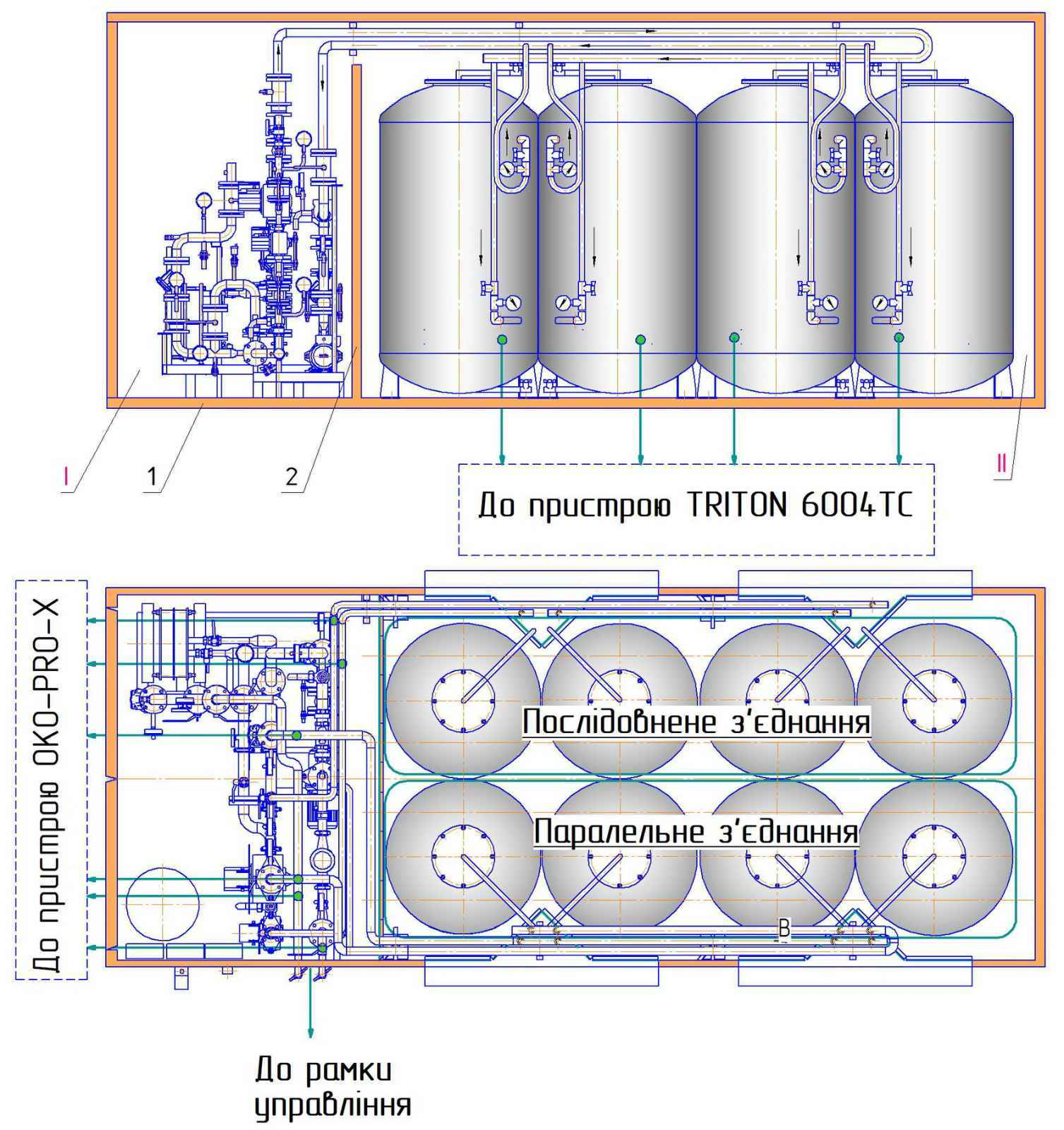
Схема МТА-0,5 МВт ІТТФ НАН України, де І — відсік ІТП, ІІ — акумуляційний відсік, 1 — корпус контейнера, 2 — перегородка

МТА-0,5 МВт (далі — МТА) призначений для зберігання та мобільного транспортування теплової енергії.
МТА в цілому передбачає підключення виробу до джерела теплоти з циркуляційним контуром теплоносія, а також з'єднання його з системою центрального опалення (рамка керування).
МТА розміщується у стандартному суховантажному контейнері та виготовляється у кліматичному виконанні У, категорія розміщення 1 з вимогами ГОСТ 15150-69.
МТА має два відсіки розділених перегородкою ‒ відсік ємнісних баків теплових акумуляторів та блокового індивідуального теплового пункту (ІТП), який розміщується в тому ж суховантажному контейнері на платформі.
У акумуляційному відсіку встановлені 8 баків-акумуляторів ємнісного типу, об'ємом по 1500 літрів кожен, з нагрівальною трубною спіраллю Ду32 в кожному. Акумулятор теплоти ємнісного типу складається з вертикального теплоізольованого корпусу встановленого на опорах, кришки з люком, що має отвір для захисного анода. В об'ємі корпусу по всій висоті за допомогою кріплення встановлено спіральний теплообмінник, що має патрубки входу і виходу теплоносія. У центрі корпусу на внутрішній опорі встановлене теплове ядро ‒ коаксіальна труба типу триплекс.
Баки теплового акумулятора розміщуються у вертикальному положенні, а теплоносій рухається згори донизу по спіральному теплообміннику, який розміщено в середині бака. У циліндричному корпусі бака знаходиться водний розчин водорозчинних полімерів із домішкою антифризу та теплове ядро, яке заповнено сумішшю високомолекулярних сполук із фазовим переходом. Матеріал баків і спіралі — чорна сталь. З'єднання контуру циркуляції між баками здійснюється за допомогою труби Ду 32, на якій передбачено по 2 крани, гільза для термометра і місце для установки манометра.
У кожному баку з лицьового боку встановлено датчики температури, показники яких фіксуються концентратором вимірювань (TRITON 6004TC) у процесі проведення досліджень. У нижній частині бака передбачено дренаж, а у верхній — автоматичний кран для спуску повітря. Також автоматичні спускні крани повітря встановлені у верхніх точках системи циркуляції при обв'язці баків за місцем установки. Кріплення баків у контейнері передбачено до підлоги контейнера, між собою баки з'єднуються стяжними болтами. Трубопроводи розміщуються на опорах. Покази датчиків температури, датчика несанкціонованого доступу і протипожежної безпеки виводяться на концентратор вимірювань, а від нього на GSM-логер (пристрій ОКО-PRO-X).
Передбачено утеплення корпусу кожної ємності типу ППУ-ізоляцією товщиною не менше 100 мм, що необхідно враховувати при влаштуванні вихідних патрубків і гільз із бака. Тиск у системі циркуляції з боку акумулятора не більше 70 кПа (0,7 бар).

## Методи контролю параметрів роботи МТА
Перелік методів контролю і методика їх проведення використана відповідно до Програми та методики випробувань і Технічного завдання на розробку МТА.
Теплова потужність визначалася шляхом зняття показів із теплового лічильника, встановленого на прямому трубопроводі. Показники лічильника знімалися з інтервалом у 20 хвилин у встановленому режимі протягом 2-х добових циклів. На базі даних, отриманих при проведенні дослідження, були додатково проведені такі розрахунки:
- Коефіцієнт ефективності теплового зберігання η визначався як відношення корисної енергії Qк до зарядженої енергії Qз:

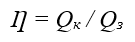

Застосування інтегральної функції до Qз і Qк, свідчить про ефективність роботи МТА. 
Для щорічного аналізу, проводяться розрахунки на 8760 год.
- Енергія зарядки МТА — функція, залежна від часу зарядки для акумуляторів теплоти:

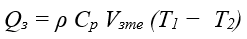

де ρ — густина, Cp — теплоємність, Vзте — об'єм теплоакумулювального матеріалу, Т1 і Т2 — середня температура зберігання і температура навколишнього середовища, відповідно.
Для прямих систем зберігання час зарядки або розвантаження обмежується лише швидкістю циркуляційного насоса.
Для непрямих систем, таких як зберігання з речовиною з фазовим переходом, питома швидкість зарядки залежить від загального механізму теплообміну та коефіцієнта ентальпії H, а також площі внутрішньої поверхні теплопередачі між теплоносієм і середовищем зберігання.
- Втрата енергії системи залежить від тривалості його зберігання, а також тепловтрати та описується формулою Qвт:

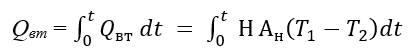

де Ан - коефіцієнт теплових втрат джерела і МТА.
Ця залежність залишається чинною як для ємнісних, так і для прихованих систем зберігання енергії.
- Швидкість збереження енергії під час зарядки й розвантаження МТА може бути охарактеризована коефіцієнтом Ɛ - енергетичні втрати як під час зарядки/вивантаження, відповідно, так і додаткове споживання енергії:

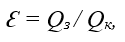

- Питома швидкість зарядки й розрядки теплової енергії γ:

Під час заряджання цей коефіцієнт виражається, як ефективність зберігання, а саме перевищення теплової потужності Qак над надлишковою теплотою на виході з МТА Qк. Також це співвідношення застосовується до процесу вивантаження.

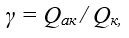

Основні параметри, що впливають на гнучкість заряджання та розряджання МТА з баками-акумуляторами прямої та непрямої дії, можна знайти, вивчивши рівняння швидкості γ систем TES з матеріалами прямого зберігання та  матеріалами із фазовим переходом.

## Використання МТА-0,5 МВт в Україні
Аналіз отриманих даних та розрахунків МТА визначив, що:
- МТА працює в режимі системи з плавно знижувальною температурою теплоносія.
- Система зберігання теплоти має велику інерційність, що позначається на швидкості набору температури і часу розрядки МТА.
- Вибрана конструкція та комбінація рідкого термофлюїду з теплоакумулювальним матеріалом з фазовим переходом показує високу потужність МТА, акумулюючю здатність, енергетичну ємність та об'ємну теплоємність.
- Слід зазначити, що найкращим показником енергоощадження є висока швидкість заряду або розряду. Отримані значення цього показника напряму вплинули на загальну ефективність та коефіцієнт ефективності теплового зберігання.

На разі, мобільний тепловий акумулятор витримав випробування за всіма показниками технічного використання, готовності та іншими.
Для подальшої дослідної експлуатації в грудні 2022 року було передано мобільний тепловий акумулятор контейнерного типу МТА-0,5МВт до медично-реабілітаційного центру МВС України.

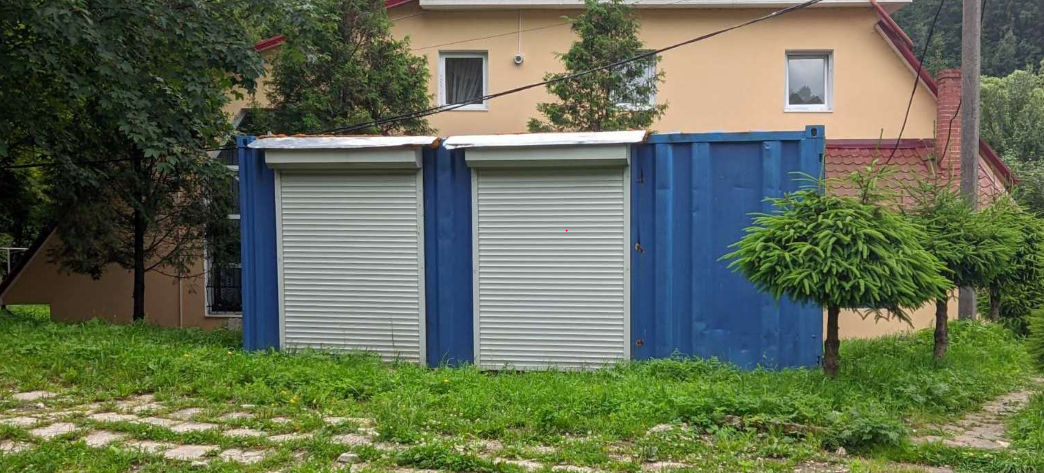
Фото МТА-0,5 МВт біля медично-реабілітаційного центру МВС України